# Frederick Greenwood
Frederick Greenwood (født 25. marts 1830, død 14. december 1909) var en engelsk forfatter.
Greenwood var udgiver af Pall Mall Gazette (1865—1880), derefter nogle år af St James's Gazette, begge af moderat konservativ farve. Han var flittig bidragyder til forskellige tidsskrifter; han spillede 1875 en vigtig politisk rolle ved erhvervelsen for engelsk regning af kedivens aktier i Suezkanalen og skrev blandt andet Louis Napoleon Bonaparte (1853, nyt oplag 1855), The lover's lexicon (1893) og Imaginations in dreams and their study (1894).